# Super Fight League 1
Super Fight League 1（スーパー・ファイト・リーグ・ワン、通称SFL 1）は、インドの総合格闘技団体「Super Fight League」の大会の一つ。2012年3月11日、マハーラーシュトラ州ムンバイのアンデリー・スポーツコンプレックスで開催された。

## 大会概要
本大会ではボブ・サップとジェームス・トンプソンによるヘビー級ワンマッチが組まれた。

## 試合結果
| 試合 | 階級           | 勝者                     | 敗者                   | 試合結果                         |
| ---- | -------------- | ------------------------ | ---------------------- | -------------------------------- |
| 1    | ミドル級       | グザヴィエ・フパ＝ポカム | ジョー・ゲール         | 1R終了時 TKO（ドクターストップ） |
| 2    | ヘビー級       | ジミー・アンブリッツ     | サティシュ・ジャー     | 1R 0:14 TKO（パウンド）          |
| 3    | ライト級       | ラクウィンダー・セクホン | マドラ・ラスナヤケ     | 1R 1:29 TKO（パウンド）          |
| 4    | ウェルター級   | モハマド・シャヒード     | マユラ・ディッサナヤカ | 3R終了 判定2-0                   |
| 5    | フェザー級     | チャイタナ・ガヴェリ     | チラン・タクシェラ     | 3R終了 判定3-0                   |
| 6    | ライトヘビー級 | トラビス・ベル           | ネール・ナタサドゥ     | 2R 1:18 前腕チョーク             |
| 7    | 女子ストロー級 | サーニャ・スセビッチ     | レナ・オフチニコワ     | 2R 2:28 リアネイキドチョーク     |
| 8    | ヘビー級       | ジェームス・トンプソン   | ボブ・サップ           | 1R 1:52 ギブアップ（脚の負傷）   |